# Bosco Valle Grassa-Coldana-Sant'Antonio
La Grande Foresta di Lodi è una delle Dieci grandi foreste di pianura e di fondovalle; strutturata in tre nuclei per ora non collegati fra loro, uno dei quali piantumato già nel 2003, è attualmente gestita come parco naturale. Si trova nel comune di Lodi.

## Provvedimenti istitutivi
Il progetto della Grande Foresta di Lodi è stata finanziato dalla Regione Lombardia tramite il programma di riforestazione, ideato da Paolo Lassini, denominato Dieci grandi foreste di pianura e di fondovalle.

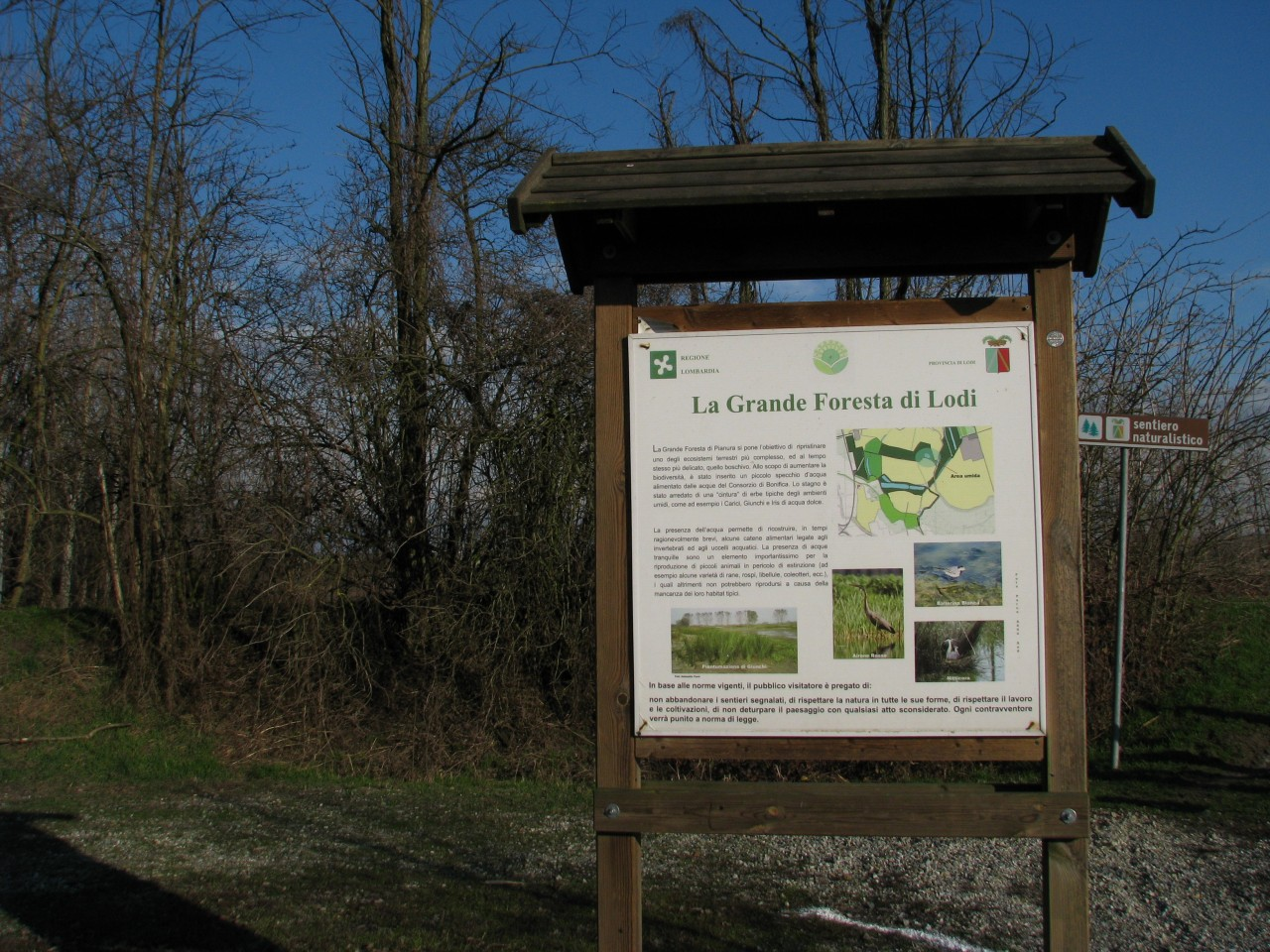
La grande foresta di pianura, nucleo presso la Cascina Costino

## Flora
La vegetazione presenta le essenze di un bosco ripariale, planiziale. Il primo nucleo, quello presso la cascina Costino, è unito con un antico alneto, bosco di ontano nero, ed è composto in maggioranza da pioppo bianco e pioppo nero e i suoi ibridi col pioppo canadese. Sono presenti anche farnie, olmi, acero campestri, carpini bianchi, frassino maggiori, Meli selvatici. Il salice bianco si trova soprattutto in prossimità dello specchio d'acqua appositamente allestito.
Fra gli arbusti, si annoverano il sambuco nero, il biancospino, il viburno, la fusaggine e il nocciolo.

## Fauna
Tra i mammiferi si possono trovare, ad esempio, la lepre, in abbondanza il coniglio selvatico, il tasso e altri carnivori. Recentemente ha fatto la sua comparsa anche lo scoiattolo.
Ci sono anche varie specie di uccelli, rettili, anfibi e insetti.